# Cristianismo na Escócia Medieval
O Cristianismo na Escócia medieval inclui todos os aspectos do cristianismo nas fronteiras modernas da Escócia na Idade Média. O cristianismo foi provavelmente introduzido no que é hoje a Escócia das Terras Baixas por soldados romanos estacionados no norte da província da Britânia. Após o colapso da autoridade romana no século V, presume-se que o cristianismo tenha sobrevivido entre os enclaves britânicos no sul do que é hoje a Escócia, mas recuou à medida que os anglo-saxões pagãos avançavam. A Escócia foi amplamente convertida por missões irlandesas associadas a figuras como São Columba, do século V ao VII. Essas missões fundaram instituições monásticas e igrejas colegiadas que serviam grandes áreas. Os estudiosos identificaram uma forma distinta de cristianismo celta, na qual os abades eram mais significativos do que os bispos, as atitudes em relação ao celibato clerical eram mais relaxadas e havia diferenças significativas na prática com o cristianismo romano, particularmente a forma de tonsura e o método de cálculo da Páscoa, embora a maioria dessas questões tivesse sido resolvida em meados do século VII. Após a reconversão da Escócia escandinava no século X, o cristianismo, sob autoridade papal, era a religião dominante do reino.
No período normando, do século XI ao XIII, a Igreja escocesa passou por uma série de reformas e transformações. Com patrocínio real e leigo, uma estrutura paroquial mais clara baseada em igrejas locais foi desenvolvida. Um grande número de novas fundações monásticas, que seguiram formas continentais de monasticismo reformado, começaram a predominar. A Igreja escocesa também estabeleceu sua independência da Inglaterra, desenvolvendo uma estrutura diocesana clara e se tornando uma "filha especial da sé de Roma", mas continuou a carecer de liderança escocesa na forma de arcebispos.
No final da Idade Média, os problemas de cisma na Igreja Católica Romana permitiram que a Coroa Escocesa ganhasse maior influência sobre as nomeações seniores e dois arcebispados foram estabelecidos até o final do século XV. Os historiadores discerniram um declínio na vida monástica tradicional no final da Idade Média, mas as ordens mendicantes de frades cresceram, particularmente nos burgos em expansão, enfatizando a pregação e o ministério à população. Novos santos e cultos de devoção também proliferaram. Apesar dos problemas sobre o número e a qualidade do clero após a Peste Negra no século XIV e das evidências de heresia no século XV, a Igreja na Escócia permaneceu estável antes da Reforma no século XVI.